# Aaron Woods
Pour les articles homonymes, voir Woods.
Ne doit pas être confondu avec Aaron Wood.

a Compétitions nationales et continentales officielles uniquement.

b Matchs officiels uniquement.
Aaron Woods, né le 13 mars 1991 à Sydney (Nouvelle-Galles du Sud), est un joueur australien de rugby à XIII évoluant au poste de pilier. Il fait ses débuts en National Rugby League avec les West Tigers lors de la saison 2011 où il y devient titulaire dès la première saison. Il prend part également aux State of Origin avec la Nouvelle-Galles du Sud en 2013 ainsi qu'au City vs Country Origin. Enfin, il est appelé depuis 2014 en équipe d'Australie.

## Palmarès
- Collectif :
  - Vainqueur de la Coupe du monde : 2017 (Australie).
  - Vainqueur du Tournoi des Quatre Nations : 2016 (Australie).
  - Vainqueur du State of Origin : 2014 (Nouvelle-Galles du Sud).
  - Vainqueur du City vs Country Origin : 2012 (City).

- Individuel :
  - Élu meilleur pilier de la National Rugby League : 2015 et 2017 (Wests Tigers).

### En équipe nationale
| sous les couleurs d'Australie |                |           |                     |                 |              |
| Année                         | Compétition    | Rang      | Résultats Australie | Résultats Woods | Matchs Woods |
| 2014                          | Quatre Nations | Finaliste | 2 v, 0 n, 2 d       | 2 v, 0 n, 2 d   | 4/4          |
| 2016                          | Quatre Nations | Vainqueur | 4 v, 0 n, 0 d       | 4 v, 0 n, 0 d   | 4/4          |
| 2017                          | Coupe du monde | Vainqueur | 6 v, 0 n, 0 d       | 5 v, 0 n, 0 d   | 6/6          |

### Détails en sélection
| Matchs internationaux d'Aaron Woods | Matchs internationaux d'Aaron Woods | Matchs internationaux d'Aaron Woods | Matchs internationaux d'Aaron Woods | Matchs internationaux d'Aaron Woods | Matchs internationaux d'Aaron Woods | Matchs internationaux d'Aaron Woods | Matchs internationaux d'Aaron Woods | Matchs internationaux d'Aaron Woods | Matchs internationaux d'Aaron Woods | Matchs internationaux d'Aaron Woods | Matchs internationaux d'Aaron Woods |
|                                     | Date                                | Adversaire                          | Résultat                            | Compétition                         | Poste                               | Points                              | Essais                              | Pen.                                | Drops                               |                                     |                                     |
| ----------------------------------- | ----------------------------------- | ----------------------------------- | ----------------------------------- | ----------------------------------- | ----------------------------------- | ----------------------------------- | ----------------------------------- | ----------------------------------- | ----------------------------------- | ----------------------------------- | ----------------------------------- |
| sous les couleurs de l'Australie    |                                     |                                     |                                     |                                     |                                     |                                     |                                     |                                     |                                     |                                     |                                     |
| 1.                                  | 25 octobre 2014                     | Nouvelle-Zélande                    | 12-30                               | Quatre Nations                      | Pilier                              | 0                                   | 0                                   | 0                                   | 0                                   |                                     |                                     |
| 2.                                  | 2 novembre 2014                     | Angleterre                          | 16-12                               | Quatre Nations                      | Pilier                              | 0                                   | 0                                   | 0                                   | 0                                   |                                     |                                     |
| 3.                                  | 9 novembre 2014                     | Samoa                               | 44-18                               | Quatre Nations                      | Pilier                              | 0                                   | 0                                   | 0                                   | 0                                   |                                     |                                     |
| 4.                                  | 15 novembre 2014                    | Nouvelle-Zélande                    | 18-22                               | Quatre Nations                      | Pilier                              | 0                                   | 0                                   | 0                                   | 0                                   |                                     |                                     |
| 5.                                  | 3 mai 2015                          | Nouvelle-Zélande                    | 12-26                               | ANZAC Test                          | Pilier                              | 0                                   | 0                                   | 0                                   | 0                                   |                                     |                                     |
| 6.                                  | 28 octobre 2016                     | Écosse                              | 54-12                               | Quatre Nations                      | Pilier                              | 0                                   | 0                                   | 0                                   | 0                                   |                                     |                                     |
| 7.                                  | 5 novembre 2016                     | Nouvelle-Zélande                    | 14-8                                | Quatre Nations                      | Pilier                              | 0                                   | 0                                   | 0                                   | 0                                   |                                     |                                     |
| 8.                                  | 13 novembre 2016                    | Angleterre                          | 36-18                               | Quatre Nations                      | Pilier                              | 0                                   | 0                                   | 0                                   | 0                                   |                                     |                                     |
| 9.                                  | 20 novembre 2016                    | Nouvelle-Zélande                    | 34-8                                | Quatre Nations                      | Pilier                              | 0                                   | 0                                   | 0                                   | 0                                   |                                     |                                     |
| 10.                                 | 27 octobre 2017                     | Angleterre                          | 18-4                                | Coupe du monde                      | Pilier                              | 0                                   | 0                                   | 0                                   | 0                                   |                                     |                                     |
| 11.                                 | 3 novembre 2017                     | France                              | 52-6                                | Coupe du monde                      | Remplaçant                          | 0                                   | 0                                   | 0                                   | 0                                   |                                     |                                     |
| 12.                                 | 11 novembre 2017                    | Liban                               | 34-0                                | Coupe du monde                      | Pilier                              | 0                                   | 0                                   | 0                                   | 0                                   |                                     |                                     |
| 13.                                 | 17 novembre 2017                    | Samoa                               | 46-0                                | Coupe du monde                      | Pilier                              | 0                                   | 0                                   | 0                                   | 0                                   |                                     |                                     |
| 14.                                 | 24 novembre 2017                    | Fidji                               | 54-6                                | Coupe du monde                      | Pilier                              | 0                                   | 0                                   | 0                                   | 0                                   |                                     |                                     |
| 15.                                 | 2 décembre 2017                     | Angleterre                          | 6-0                                 | Coupe du monde                      | Pilier                              | 0                                   | 0                                   | 0                                   | 0                                   |                                     |                                     |
| 16.                                 | 13 octobre 2018                     | Nouvelle-Zélande                    | 24-26                               | Amical                              | Remplaçant                          | 0                                   | 0                                   | 0                                   | 0                                   |                                     |                                     |
| 17.                                 | 20 octobre 2018                     | Tonga                               | 34-16                               | Amical                              | Remplaçant                          | 0                                   | 0                                   | 0                                   | 0                                   |                                     |                                     |

## Statistiques
| Saison | Club                          | Compétition           | Matchs | Points | Essais | Goals | Drops |
| ------ | ----------------------------- | --------------------- | ------ | ------ | ------ | ----- | ----- |
| 2011   | Wests Tigers                  | National Rugby League | 24     | 4      | 1      | -     | -     |
| 2012   | Wests Tigers                  | National Rugby League | 24     | 4      | 1      | -     | -     |
| 2013   | Wests Tigers                  | National Rugby League | 16     | 8      | 2      | -     | -     |
| 2014   | Wests Tigers                  | National Rugby League | 21     | 16     | 4      | -     | -     |
| 2015   | Wests Tigers                  | National Rugby League | 20     | 4      | 1      | -     | -     |
| 2016   | Wests Tigers                  | National Rugby League | 19     | 4      | 1      | -     | -     |
| 2017   | Wests Tigers                  | National Rugby League | 22     | 8      | 2      | -     | -     |
| 2018   | Canterbury-Bankstown Bulldogs | National Rugby League | 14     | 0      | 0      | -     | -     |
| 2018   | Cronulla-Sutherland Sharks    | National Rugby League | 12     | 4      | 1      | -     | -     |